# Coelophrys brevipes
Coelophrys brevipes es una especie de pez del género Coelophrys, familia Ogcocephalidae. Fue descrita científicamente por Smith & Radcliffe en 1912.
Se distribuye por el Pacífico Occidental: Indonesia. La longitud total (TL) es de 5,1 centímetros. Está clasificada como una especie marina inofensiva para el ser humano.